# Don Lapre
Donald D. Lapre (19/5/1964 - 2/10/2011) là một nhân viên bán hàng thông tin thương mại và tiếp thị đa cấp của Mỹ. Công việc của ông liên quan đến các gói sản phẩm như "Vitamin vĩ đại nhất thế giới" và "Bí mật kiếm tiền".
Lapre bị chỉ trích là bán các kế hoạch kinh doanh đáng ngờ thường không hiệu quả với khách hàng của mình. Vào tháng 6 năm 2011, Lapre bị buộc tội với 41 tội âm mưu, lừa đảo qua thư, lừa đảo có tổ chức và rửa tiền quảng cáo liên quan đến các doanh nghiệp Internet của mình. Anh ta bị bắt vào ngày 24 tháng 6 năm 2011, vì không xuất hiện tại tòa để đối mặt với những cáo buộc này.

## Dự án kinh doanh
Sinh ra ở Providence, Rhode Island, Lapre chuyển đến Phoenix, Arizona cùng gia đình khi anh còn nhỏ. Anh kết hôn với Sally Redondo năm 1988. Một học sinh bỏ học cấp ba, Năm 1990, Lapre và vợ bắt đầu một doanh nghiệp sửa chữa tín dụng có tên là Unknown Concepts. Lapre sau đó bắt đầu bán một cuốn sách nhỏ 36 trang giải thích cách lấy lại tiền hoàn trả bảo hiểm của Cơ quan Quản lý Nhà ở Liên bang sau khi trả hết một khoản thế chấp nhà. Ông cũng bắt đầu cung cấp các dòng điện thoại "900". Trên các quảng cáo truyền hình vào đầu những năm 1990, ông tuyên bố rằng bằng cách đặt "quảng cáo phân loại nhỏ" trên các tờ báo, ông "có thể kiếm được 50.000 đô la mỗi tuần từ căn hộ một phòng ngủ nhỏ bé của mình".
Năm 1992, Lapre bắt đầu phát sóng The Making Money Show with Don Lapre để hướng dẫn người xem cách để có thể kiếm tiền dễ dàng như anh ta. Trong nhiều năm, chương trình được xếp hạng trong số mười quảng cáo truyền hình cáp phổ biến nhất. Sản phẩm chính là "Bí mật kiếm tiền" của Lapre, một gói sách, băng và các mẹo thông thường để đặt quảng cáo và điều hành một doanh nghiệp đầu số 900. Sản phẩm được bán thông qua "Chiến lược mới", có công ty mẹ là Tropical Beaches.
Sau đó, anh bắt đầu phát sóng quảng cáo cho "Vitamin vĩ đại nhất thế giới". Năm 2005, Cục quản lý Thực phẩm và Dược phẩm Hoa Kỳ (FDA) đã cảnh báo Lapre về việc tuyên bố vitamin của ông được dùng làm thuốc trị các bệnh như tiểu đường, đột quỵ, bệnh tim, mất ngủ, ung thư và viêm khớp. FDA tuyên bố "các sản phẩm của ông [thường] không được công nhận là an toàn và hiệu quả đối với các điều kiện được tham chiếu ở trên." Năm 2006, FDA một lần nữa cảnh báo Lapre về những tuyên bố không trung thực.

## Phí
Theo một bài báo của Associated Press ngày 15 tháng 6 năm 2011, Lapre đã bị một bồi thẩm đoàn liên bang ở Phoenix, Arizona truy tố vào ngày 8 tháng 6 năm 2011 về các cáo buộc điều hành một kế hoạch toàn quốc để bán các doanh nghiệp Internet vô giá trị. Các công tố viên liên bang đã buộc tội Lapre đã lừa hơn 220.000 nạn nhân với số tiền gần 52 triệu đô la. Anh ta bị buộc tội với 41 tội âm mưu, lừa đảo qua thư, lừa đảo có tổ chức, rửa tiền quảng cáo và rửa tiền qua giao dịch.
Một thẩm phán liên bang đã ban hành lệnh bắt giữ Lapre vào ngày 22 tháng 6 năm 2011, sau khi anh ta không xuất hiện tại phiên tòa.
Vào ngày 27 tháng 6 năm 2011, Lapre bị bắt tại Tempe, Arizona, tại một trung tâm thể hình Life Time Fitness, nơi anh ta đã sống được hai ngày, với những vết thương do dao tự gây ra ở háng. Những vết thương khiến nhà chức trách tin rằng Lapre đã cố tự tử khi còn ở Life Time Fitness bằng cách cố gắng cắt đứt động mạch đùi ở chân.

## Tử vong
Lapre chết trong tù vì một vụ tự tử rõ ràng vào ngày 2 tháng 10 năm 2011, trong khi ở tù chờ xét xử, dự kiến bắt đầu vào ngày 4 tháng 10 năm 2011. Lapre chết sau khi cắt cổ họng bằng lưỡi dao cạo. Báo cáo khám nghiệm tử thi cho biết Lapre chết vì mất máu và đã bọc mình trong tấm vải để che giấu bất kỳ mất máu nào từ các quan chức nhà tù.

## Trong văn hoá đại chúng
- David Spade xuất hiện trong hai bản phác thảo nhại lại Don Lapre trên Saturday Night Live.[16]
- John C. McGinley đóng vai Dick Dupre, một trò giả mạo của Don Lapre và nhà chiêm tinh Melissa Lipnutz, trong bộ phim Puff, Puff, Pass.